# Maison Petrović à Kraljevo
La maison Petrović à Kraljevo (en serbe cyrillique : Кућа Петровића у Краљеву ; en serbe latin : Kuća Petrovića u Kraljevu) se trouve à Lazac, sur le territoire de la ville de Kraljevo et dans le district de Raška, en Serbie. Elle est inscrite sur la liste des monuments culturels protégés de la république de Serbie (identifiant no SK 1498),.

## Présentation
La maison de Zorka Petrović, située 37 rue Cara Lazara, a été construite en 1931-1932 dans un style éclectique ; elle s'inspire des petites villas françaises et mêle le style néo-classique et néo-baroque (façades) avec des éléments Sécession (clôture).
De plan rectangulaire, le bâtiment se compose d'un simple rez-de-chaussée et d'un toit mansardé qui abrite un grenier.
La maison abrite également de précieux objets mobiliers caractéristiques de la vie d'une famille dans la première moitié du XXe siècle : meubles, peintures, photographies et documents anciens.